# Saccharomycodaceae
Saccharomycodaceae es una familia de hongos levadura en el orden Saccharomycetales. Según el 2007 Outline of Ascomycota, la familia contiene 4 géneros, aunque la ubicación de tres de ellos (Hanseniaspora, Nadsonia, and Wickerhamia) es incierta. Las especies en esta familia poseen una distribución cosmopolita y habitan en zonas tanto templadas como tropicales.